# Anagyrus brevistigma
Anagyrus brevistigma är en stekelart som beskrevs av De Santis 1964. Anagyrus brevistigma ingår i släktet Anagyrus och familjen sköldlussteklar. Inga underarter finns listade i Catalogue of Life.